# Кенет Рексрот
Кенет Чарлс Мерион Рексрот (1905–1982 ) је био амерички песник, преводилац и критички есејиста. Сматра се централном фигуром у ренесанси Сан Франциска. Иако себе није сматрао бит песником и није му се допадало то удружење, магазин Тајм га је назвао „Оцем бита“.  У великој мери је био самообразован, Рексрот је научио неколико језика и преводио песме са кинеског, француског, шпанског и јапанског.

## Младост
Рексрот је рођен као Кенет Чарлс Мерион Рексрот у Саут Бенду, Индијана, као син Чарлса Рексрота, продавца фармацеутских производа и Делије Рид. Његово детињство било је мучено због очевог алкохолизма и хроничне болести мајке. Мајка му је умрла 1916. а отац 1919. године након чега је отишао да живи код тетке у Чикагу и уписао се на Уметнички институт у Чикагу.
Са 19 година, са аутостопа путовао је по целој земљи, узимајући повремене послове и радио као помоћник у шумској служби и кувар.

## Песничка каријера
Током 1930-их, Рексрот је био повезан са објективистима, углавном њујоршком групом окупљеном око Луиса Зукофског и Џорџа Опена. Укључен је био у издање часописа Поетри из 1931, посвећеног објективистичкој поезији и у Антологију „Објективисти“ из 1932.  Велики део Рексротовог дела може се класификовати као „еротска” или „љубавна поезија”, с обзиром на његову дубоку фасцинацију са трансцендентном љубављу. Према Хамилу и Клајнеру, „никуд Рексротов стих није потпуније остварен него у његовој еротској поезији”. 
Са Љубавним песмама Маричико, Рексрот је тврдио да је превео поезију савремене, „младе јапанске песникиње“, али је касније откривено да је он био аутор и добио је критичко признање јер је тако аутентично пренео осећања некога другог пола и културе.  Линда Хамалијан, његова биографкиња, сугерише да „превођење дела песникиња из Кине и Јапана открива трансформацију и срца и ума“. 
Са Рексротом као мајстором церемоније, Ален Гинсберг, Филип Ламантија, Мајкл Меклур, Гери Снајдер и Филип Вејлен наступили су на чувеном Шестој Галерији читања, 7 октобра 1955 године. Годинама након Шесте галерије, Тајм га је назвао „Оцем битова". Рескрот се наводно појављује у роману Џека Керуака, „Дарма Бумс" као Рејнхолд Какетеса.

## Политика
Као младић у Чикагу, Рексрот је био укључен у анархистички покрет и био је активан у ИВВ. Лоренс Ферлингети подсетио је да се Рексрот идентификовао као филозофски анархиста, редовно повезан са другим анархистима у Норт Бичу и да је продавао италијанске анархистичке новине у књижари.
Рексрот, као пацифиста, био је приговарач савести током Другог светског рата.

## Последњих година
Рексрот је преминуо у Санта Барбари, 6. јуна 1982. Последње године провео је преводећи јапанске и кинеске пјесникиње, као и промовирајући дјела песникиња у Америци и иностранству. Годину дана пре смрти, на Ускрс, Рексрот је прешао у римокатолицизам.

## Радова

### Као аутор
(сви наслови поезија осим тамо где је назначено)
- За који сат? (1940). Њујорк: Мекмилан Компани;
- Феникс и корњача (1944). Њујорк: Њу Дајрекш Прес;
- Уметност светске мудрости (1949). Праирие Сити, II: Декер Пресс (поновно издато 1953 из Голден Гус и 1980 из & Ковичи);
- Потпис свих ствари (1949). Њујорк: Њу Дајрекшн Прес;
- Иза планина: Четири драме у стиху (1951). Њујорк: Њу Дајрекшн Прес;
- Змај и једнорог (1952). Њујорк: Њу Дајрекшн Прес;
- Нећеш убити: Меморијала за Дилана Томаса (1955). Мил Вели: Гоуд Прес;
- У одбрани земље (1956). Њујорк: Њу Дајрекшн Прес;
- Птица у грму: Очигледни есеји (1959) Њујорк: Њу Дајрекшн Прес;
- Тестови (1961) Њујорк: Њу Дајрекшн Прес (есеји);
- Природни бројеви: нове и изабране песме (1963). Њујорк: Њу Дајрекшн Прес;
- Измена класике (1964; 1986). Њујорк: Њу Дајрекшн Прес (есеји);
- Сабране краће песме (1966). Њујорк: Њу Дајрекшн Прес;
- Аутобиографски роман (1966). Њујорк: Даблдеј (аутобиографија у прози) (проширено издање Њу Дајрекшн Прес, 1991);
- Врт срце, Срце баште (1967). Кембриџ: Пим-Рандал Прес;
- Сабране дуже песме (1968). Њујорк: Њу Дајрекшн Прес;
- Алтернативно друштво: Есеји са оног света (1970). Њујорк: Хердер & Хердер;
- Оком и ухом (1970). Њујорк: Хердер & Хердер;
- Америчка поезија у двадесетом веку (1971). Њујорк: Хердер & Хердер (есеј).
- Небо, море, птице, дрвеће, земља, кућа, звери, цвеће (1971). Санта Барбара: Јуникорн Прес;
- Еластична реторта: Eсеји из књижевности и идеја (1973). Сибури;
- Комунализам: Од његовог порекла до двадесетог века (1974). Сибури (документарна литература);
- Нове песме (1974). Њујорк: Њу Дајрекшн Прес;
- Сребрни лабуд (1976). Порт Таунсенд: Копер Кањон Прес;
- На брду цветних венаца (1976). Бурнаби, Британска Колумбија: Блекфиш Прес;
- Љубавне песме Маричико (1978). Санта Барбара: Кристоферове књиге;
- Јутарња звезда (1979) Њујорк: Њу Дајрекшн Прес;
- СосиЛимерикс & Кристмас Чеер (1980). Санта Барбара: Брадфорд Мароу;
- Између два рата: изабране песме написане пре Другог светског рата (1982). Лабиринт Едишнс & Д Ајрис Прес;
- Selected Poems (1984). New York: New Directions
- Свет изван прозора: Изабрани есеји (1987). Њујорк: Њу Дајрекшн Прес;
- Више класичне измене (1989). Њујорк: Њу Дајрекшн Прес (есеји);
- Аутобиографски роман (1964; проширено издање, 1991). Њујорк: Њу Дајрекшн Прес;
- Кенет Рексрот и Џејмс Лафлин: Изабрана писма (1991). Њујорк: Нортон.
- Брдо цветног венца: Касније песме (1991). Њујорк: Њу Дајрекшн Прес;
- Сакраментална дела: Љубавне песме (1997). Копер Кањон Прес;
- Мачеви који неће ударити: Песме протеста и побуне (1999). Глед Деј;
- Комплетне песме (2003). Порт Таунсенд: Копер Кањон Прес;
- У Сијери: Планинскe списе (2012). Њујорк: Њу Дајрекшн Прес (песме и проза);
- К. Рексрот: Светске песме #17 (2017). Токио: Шикоша (песме и проза у јапанском преводу);

### Као преводилац
(хронолошким редом)
- Четрнаест песама О. В де Л.-Милоша. (1952), Сан Франциско: Перегрин Прес. Превео Кенет Рексрот, са илустрацијама Едварда Хагедорна . Друго издање. (Порт Таунсенд, ВА): Копер Кањон Прес; (1983). Папирни повез. Издато без илустрација Хагедорна;
- 30 шпанских песама о љубави и егзилу (1956), Сан Франциско: Сити Лајт Букс;
- Сто песама из Јапана (1955), Њујорк: Њу Дајрекшн Прес;
- Сто песама из Кинеза (1956), Њујорк: Њу Дајрекшн Прес;
- Песме из Грчке антологије . (1962), Анн Арбор: Анн Арбор Меки повез: Д Универзити оф Мичиген Прес;
- Пјер Реверди : Изабране песме (1969), Њујорк: Њу Дајрекшн Прес;
- Љубав и година преокрета: још сто кинеских песама (1970), Њујорк: Њу Дајрекшн Прес;
- 100 песама из Француза (1972), Пим-Рандалч
- Орцхид Боат (1972), Сибури Прес. Са Линг Чунгом; прештампано као Вомен Поетс оф Чајна, Њујорк: Њу Дајрекшн Прес;
- Још 100 песама из Јапана (1976), Њујорк: Њу Дајрекшн Прес;
- Барнинг Харт (1977), Сибури Прес. Са Икуко Атсуми; прештампано као Жене песникиње Јапана, Њујорк: Њу Дајрекшн Прес;
- Годишња доба свете пожуде: Изабране песме Казуко Шираишија. (1978), Њујорк: Њу Дајрекшн Прес;
- Комплетне песме Ли Цх'инг-Чао . (1979), Њујорк: Њу Дајрекшн Прес;

### Дискографије
- Читања поезије у подруму (са џез квинтетом Целлар): Кенет Рексрот & Лавренце Ферлингхетти (1957) Фантаси #7002 ЛП (изговорена реч);

- Ретрокс: Поезије и Џез у Црнисоко (1958) Фантазија #7008 ЛП (изговорена реч);